# Secrétariat aux Finances et au Crédit public du Mexique
Pour les articles homonymes, voir Ministère des Finances.
Le secrétariat aux Finances et au Crédit public est l'une des composantes du cabinet présidentiel du Mexique, abrégé « SHCP ».

## Liste des secrétaires
| - Gouvernement Adolfo de la Huerta - (1920 - 1920) : Salvador Alvarado - Gouvernement Álvaro Obregón - (1920 - 1923) : Adolfo de la Huerta - (1923 - 1924) : Alberto José Pani Arteaga - Gouvernement Plutarco Elías Calles - (1924 - 1927) : Alberto José Pani Arteaga - (1927 - 1928) : Luis Montes de Oca - Gouvernement Emilio Portes Gil - (1928 - 1930) : Luis Montes de Oca - Gouvernement Pascual Ortiz Rubio - (1930 - 1932) : Luis Montes de Oca - (1932 - 1932) : Alberto José Pani Arteaga - Gouvernement Abelardo L. Rodríguez - (1932 - 1933) : Alberto José Pani Arteaga - (1933 - 1934) : Plutarco Elías Calles - (1934 - 1934) : Marte Rodolfo Gómez - Gouvernement Lázaro Cárdenas del Río - (1934 - 1935) : Narciso Bassols - (1935 - 1940) : Eduardo Suárez - Gouvernement Manuel Ávila Camacho - (1940 - 1946) : Eduardo Suárez - Gouvernement Miguel Alemán - (1946 - 1952) : Mario Ramón Beteta - Gouvernement Adolfo Ruiz Cortines - (1952 - 1958) : Antonio Carrillo Flores - Gouvernement Adolfo López Mateos - (1958 - 1964) : Antonio Ortíz Mena | - Gouvernement Gustavo Díaz Ordaz - (1964 - 1970) : Antonio Ortíz Mena - (1970 - 1970) : Hugo Margáin Gleason - Gouvernement Luis Echeverría - (1970 - 1973) : Hugo Margáin Gleason - (1973 - 1975) : José López Portillo - (1975 - 1976) : Mario Ramón Beteta - Gouvernement José López Portillo - (1976 - 1977) : Julio Rodolfo Moctezuma - (1977 - 1982) : David Ibarra Muñoz - (1982 - 1982) : Jesús Silva Herzog - Gouvernement Miguel de la Madrid - (1982 - 1986) : Jesús Silva Herzog Flores - (1986 - 1988) : Gustavo Petriccioli - Gouvernement Carlos Salinas de Gortari - (1988 - 1994) : Pedro Aspe Armella - Gouvernement Ernesto Zedillo - (1994 - 1994) : Jaime Serra Puche - (1994 - 1998) : Guillermo Ortíz Martínez - (1998 - 2000) : José Ángel Gurría - Gouvernement Vicente Fox - (2000 - 2006) : Francisco Gil Díaz - Gouvernement Felipe Calderón Hinojosa - (2006 - 2009) : Agustín Carstens - (2009 - 2011) : Ernesto Cordero Arroyo - (2011 - 2012) : José Antonio Meade Kuribreña - Gouvernement Enrique Peña Nieto - (2012 - 2016) : Luis Videgaray Caso - (2016 - 2017) : José Antonio Meade Kuribreña - (2017 - 2018) : José Antonio González Anaya - Gouvernement Andrés Manuel López Obrador - (2018 - 2019) : Carlos Manuel Urzúa Macías - (2019 - 2021) : Arturo Herrera Gutiérrez - (2021 - 2024) : Rogelio Ramírez de la O (es) - Gouvernement Claudia Sheinbaum - (depuis 2024) : Rogelio Ramírez de la O (es) |